# Ducherow
Ducherow település Németországban, Mecklenburg-Elő-Pomeránia tartományban. Lakosainak száma 2329 fő (2023. december 31.).

## Története
A települést 1229-ben említik először Dogodowe néven.

## A település részei
- Busow
- Ducherow
- Kurtshagen
- Löwitz
- Marienthal
- Neuendorf A
- Rathebur
- Schmuggerow
- Schwerinsburg
- Sophienhof

## Ducherow híres szülöttei
- Otto Heyden (1820 – 1897) német festő, Ducherow
- Elfi Zinn (* 1953) német atléta, Rathebur

## Népesség
A település népességének változása:
| Lakosok száma | 2509 | 2490 | 2408 | 2346 | 2329 |
|               | 2017 | 2019 | 2021 | 2022 | 2023 |